# مارك فريث
مارك فريث (بالإنجليزية: Mark Frith)‏ هو محرر وصحفي بريطاني، ولد في 22 مايو 1970 في شفيلد في المملكة المتحدة.